# تاريخ أرض جاوا

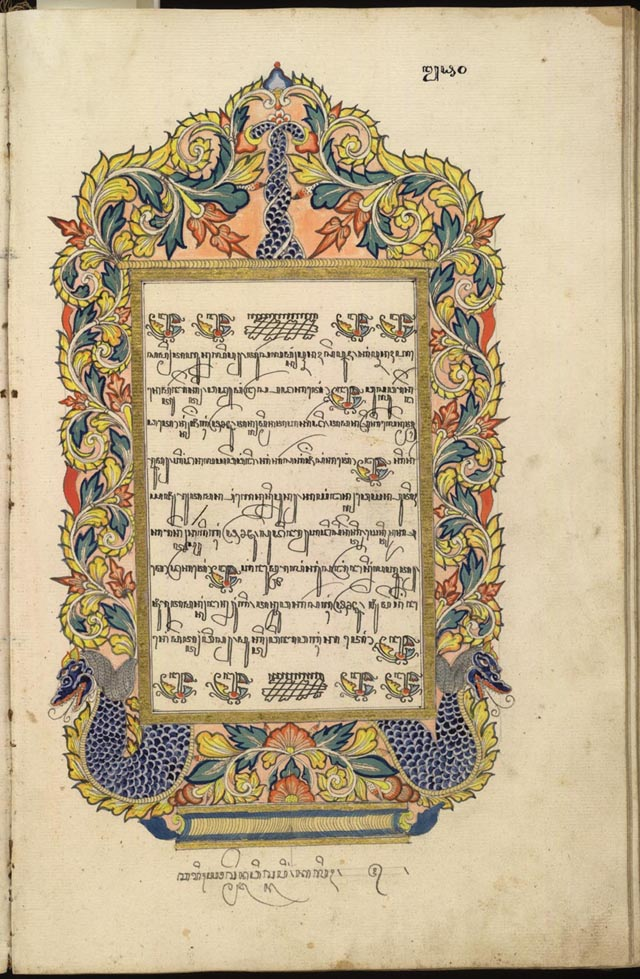

تاريخ أرض جاوا ("Babad Tanah Jawi") هو اسم عام يطلق على عدد كبير من المخطوطات المكتوبة بـاللغة الجاوية. ويختلف ترتيب هذه المخطوطات وتفاصيلها، ولا توجد نسخ من أية مخطوطات أخرى تعود إلى ما قبل القرن الثامن عشر.
نظرًا لندرة السجلات التاريخية الأولية ونقص مضمونها، تعد مخطوطات تاريخ أرض جاوا واحدة من عدد من الروايات التي تسرد الأساطير الإندونيسية التي يستعين بها الباحثون لمساعدتهم في تسليط الضوء على جوانب انتشار الإسلام في إندونيسيا، وهو الدين السائد في الأرخبيل الإندونيسي منذ القرن السادس عشر.
تصف النصوص دخول الجاويين الأوائل في الإسلام حتى والي سانغا ("التسعة قديسين")، بالرغم من أن أسماءهم وعلاقاتهم تتباين بشكل كبير في النصوص لدرجة أن الاختزال والتوافق المثالي بينهم غير وارد. وبالرغم من أن معظم المخطوطات تتفق على دخول تسعة قديسين في الإسلام، فإن عددًا منهم يذكر أنهم كانوا عشرة. وتظهر هذه الأسماء بشكل مشترك في نصوص تاريخ أرض جاوا:
- سنن إنجامبيل دينتا
- سنن كودوس
- سنن ميريا
- سنن بونانج
- سنن جيري
- سنن كاليجاجا
- سنن سيتيانار
- سنن جاننجيشا
- سنن واليلا لانج
- سنن بيات (اسم يذكر غالبًا باعتباره القديس العاشر)

## كتابات أخرى
- Hans Ras, The Babad Tanah Jawi and its reliability. Questions of content, structure and function. In: C.D. Grijns and S.O. Robson (eds.), Cultural contact and textual interpretation. Papers from the Fourth European Colloquium on Malay and Indonesian Studies, held in Leiden in 1983 (1986, Dordrecht, Cinnaminson: Foris. VKI 115, pp. 246–273)
- Hans Ras, The genesis of the Babad Tanah Jawi. Origin and function of the Javanese court chronicle. (1987, BKI 143: 343-356)